# Camponotus radovae
Camponotus radovae é uma espécie de inseto do gênero Camponotus, pertencente à família Formicidae.